# 4 Dywizja Lotnictwa Myśliwskiego
4 Pomorska Dywizja Lotnictwa Myśliwskiego im. gen. bryg. pil. Józefa Smagi –  związek taktyczny  lotnictwa Wojska Polskiego.
Zgodnie z rozkaz nr 025/MON z 30.09.1967 w sprawie przekazania jednostkom wojskowym historycznych nazw i numerów oraz ustanowienia dorocznych świąt jednostek  Dz. Roz. Tjn. MON Nr 10, poz. 53 9 Dywizja Lotnictwa Myśliwskiego przyjęła tradycje 4 Pomorskiej Mieszanej Dywizji Lotniczej i został przemianowana na 4 Dywizję Lotnictwa Myśliwskiego.
Dywizja bazowała na trzech lotniskach: Malbork, Debrzno i Goleniów. Posiadała również lotniska zapasowe Okonek, Wdzydze, Śniatowo, Sąpólno i czasowo podporządkowane 9 plm lotnisko Płoty oraz drogowe odcinki lotniskowe Kliniska i Słupia. Sztab dywizji i jednostki zabezpieczenia stacjonowały w Malborku, a 30 Poligon Lotniczy znajdował się w Myszewie.

## Struktura organizacyjna
- Dowództwo dywizji – Malbork
- 9 pułk lotnictwa myśliwskiego - Debrzno
- 41 pułk lotnictwa myśliwskiego – Malbork
- 2 pułk lotnictwa myśliwskiego[a] - Goleniów
- 84 batalion  łączności
- 13 kompania radiotechniczna (przeformowana[3] w 13 batalion radiotechniczny)
- bateria artylerii przeciwlotniczej[b]

## Dowódcy dywizji
- płk dypl. pil. Wiktor Iwoń (1965-1972)
- płk dypl.pil. Czesław Filonowicz (1972-1977)
- płk dypl.pil. Tytus Krawczyc (1977-1983)
- płk dypl. pil. Roman Harmoza (1983-1986)
- płk dypl. pil. Franciszek Macioła
- płk dypl. pil. Czesław Mikrut